# Креттон, Дестин Дэниел
Де́стин Йо́ри Дэ́ниел Кре́ттон (англ. Destin Daniel Cretton; род. 23 ноября 1978, Мауи, Гавайи или Мауи, Гавайи) — американский режиссёр и продюсер. Наиболее известен как режиссёр фильмов «Короткий срок 12» (2013), «Стеклянный замок» (2017), «Просто помиловать» (2019) и фильма Marvel Studios «Шан-Чи и легенда десяти колец» (2021).

## Биография
Креттон родился и вырос в Хайку на гавайском острове Мауи. Он наполовину японец. Его сестра Джой — костюмер, работала над несколькими проектами Дестина. До 19 лет жил в Хайку в двухкомнатном доме с пятью братьями и сёстрами. Затем он переехал в Сан-Диего, чтобы поступить в университет Point Loma Nazarene University, где получил степень в области коммуникаций. После окончания учёбы Креттон два года работал в группе по работе с трудными подростками.
Он снимал короткометражные фильмы как хобби, что впоследствии стало его профессией. Окончил киношколу при Университете штата Калифорния в Сан-Диего.
Во время учёбы в университете Креттон снял 22-минутный короткометражный фильм «Короткий срок 12», основанный на его опыте работы в учреждении для трудных подростков. Премьера состоялась в 2009 году на кинофестивале Сандэнс, где выиграла Приз жюри за короткометражные фильмы.
После окончания киношколы Креттон дебютировал как сценарист и режиссёр с фильмом «Я не хипстер», премьера которого также состоялась на Сандэнсе 20 января 2012 года. Фильм был спродюсирован Роном Наджором, который позже также стал продюсером полнометражной адаптации фильма «Короткий срок 12». Сценарий Креттона получил одну из пяти Нишеллских стипендий Академии кинематографических искусств и наук в 2010 году.
Фильм «Короткий срок 12» был показан 10 марта 2013 года на фестивале South by Southwest, где он выиграл два приза. Фильм был признан одним из лучших фильмов 2013 года и попал во множество списков лучших фильмов года по мнению критиков.
В 2014 году Креттон снял фильм «Стеклянный замок», экранизацию одноимённого бестселлера Жанетт Уоллс, рассказывающую об успешной молодой женщине, воспитанной дисфункциональными родителями. Главные роли исполнили Бри Ларсон, Вуди Харрельсон и Наоми Уоттс. На роль Ларсон изначально рассматривалась Дженнифер Лоуренс, но она покинула проект, пока студия искала мужчину на главную роль. Фильм вышел в прокат 10 августа 2017 года. Он получил смешанные отзывы критиков, которые похвалили актёрскую игру, особенно Ларсон и Харрельсона, но раскритиковали эмоциональное содержание и адаптацию исходного материала.
В 2016 году было объявлено, что Райан Куглер объединил усилия с Креттоном и драматургом Чинакой Ходж для разработки сериала Minors. Черпая вдохновение из опыта Креттона работы в учреждениях для трудных подростков, послуживших основой для сюжета, Minors непредвзято покажет институционализацию, исследуя молодежные учреждения и детей, которые в них растут. Сериал покажет, как эта система формирует молодых людей на протяжении одного года.
Затем Креттон совместно с Ларсон и Майклом Б. Джорданом снял фильм «Просто помиловать», основанный на бестселлере адвоката по правам человека Брайана Стивенсона «Только милосердие: История о правосудии и искуплении». Стивенсон основал Инициативу равного правосудия в Монтгомери, Алабама, где предоставлял защиту людям, приговорённым к смертной казни. Сюжет фильма следует за Стивенсоном (Джордан), который исследует дело заключённого на смертной казни Уолтера МаКмиллана, которого он борется освободить. Премьера фильма состоялась на Международном кинофестивале в Торонто 6 сентября 2019 года и получил положительные отзывы критиков.
В марте 2019 года Креттон стал режиссёром фильма о Шан-Чи. Как сам фильм, так и участие Креттона были подтверждены во время San Diego Comic-Con в 2019 году, фильм получил название «Шан-Чи и легенда десяти колец». Фильм стал первым супергеройским фильмом Marvel с главным героем-азиатом, главную роль получил Симу Лю. 5 января 2020 года Креттон заявил, что подписался на проект, потому что хотел «подарить [своему] сыну супергероя для подражания». Фильм должен был выйти 12 февраля 2021 года, но премьера была перенесена на 7 мая и затем на 9 июля из-за пандемии COVID-19. В ходе пандемии коронавируса производство «Шан-Чи» в Австралии было временно приостановлено, пока Креттон находился на самоизоляции. Производство было приостановлено 12 марта 2020 года и возобновилось в августе 2020 года, завершившись в октябре 2020 года. Премьера фильма «Шан-Чи и легенда десяти колец» состоялась 3 сентября 2021 года. В декабре 2021 года Креттон подписал контракт с Marvel Studios и Onyx Collective Hulu для разработки сиквела «Шан-Чи» и нового сериала для сервиса Disney+ из MCU через свою продюсерскую компанию Family Owned. В июне 2022 года сериал находился на ранней стадии разработки под названием «Чудо-человек», сосредоточенный на персонаже Саймона Уильямса / Чудо-человека, при этом Креттон снял два эпизода сериала и разрабатывал его совместно с создателем и шоураннером Эндрю Гестом. В июле Креттон стал режиссёром фильма «Мстители: Династия Канга». В ноябре 2023 года Креттон ушёл с поста режиссёра «Мстителей: Династия Канга», чтобы сосредоточиться на других проектах Marvel, таких как сиквел «Шан-Чи» и «Чудо-человек».
В феврале 2024 года стало известно, что Креттон будет режиссёром и соавтором сценария будущего фильма Naruto, основанного на одноимённой манге для Lionsgate. В сентябре того же года стало известно, что Креттон будет режиссёром фильма «Человек-паук: Совершенно новый день», премьера которого запланирована на 31 июля 2026 года. В декабре 2024 года было сообщено, что Креттон стал исполнительным продюсером фильма «В саду тюльпанов», основанного на романе Норы Сагал.

### Личная жизнь
В 2016 году Креттон женился на модельере Николь «Никки» Чапман. У них двое детей.

## Фильмография

### Кино
| Год  | Руссое название                     | Оригинальное название                     | Режиссёр | Сценарист | Примечания                |
| ---- | ----------------------------------- | ----------------------------------------- | -------- | --------- | ------------------------- |
| 2012 |                                     | I Am Not a Hipster                        | Да       | Да        | Также продюсер и монтажёр |
| 2013 | Короткий срок 12                    | Short Term 12                             | Да       | Да        |                           |
| 2017 | Стеклянный замок                    | The Glass Castle                          | Да       | Да        |                           |
| 2017 |                                     | The Shack                                 | Нет      | Да        |                           |
| 2019 | Просто помиловать                   | Just Mercy                                | Да       | Да        |                           |
| 2021 | Шан-Чи и легенда десяти колец       | Shang-Chi and the Legend of the Ten Rings | Да       | Да        |                           |
| 2026 | Человек-паук: Совершенно новый день | Spider-Man: Brand New Day                 | Да       | Нет       |                           |